# Юханссон, Эмма
Э́мма Кароли́на Ю́ханссон (швед. Emma Karolina Johansson; 23 сентября 1983, Соллефтео) — шведская велогонщица, двукратная серебряная призёрка Олимпийских игр.

## Биография
Участница трёх Олимпиад. В 2008 и 2016 годах выиграла серебро в групповой шоссейной гонке, а в 2012 стала шестой. В гонке с раздельным стартом в 2008 стала 21-й, а в 2012 14-й.

### Статистика выступления наГранд-турах
| Гонка / Год          | 2006 | 2007 | 2008 | 2009 | 2010           | 2011           | 2012           | 2013           | 2014           |
| -------------------- | ---- | ---- | ---- | ---- | -------------- | -------------- | -------------- | -------------- | -------------- |
| Гранд Букль феминин  | —    | 12   | —    | —    | не проводилась | не проводилась | не проводилась | не проводилась | не проводилась |
| Рут де Франс феминин | 22   | —    | —    | —    | —              | —              | —              | 2              | —              |
| Тур де л'Од феминин  | —    | —    | 13   | 17   | 3              | не проводилась | не проводилась | не проводилась | не проводилась |
| Джиро д’Италия Донне | 47   | —    | —    | —    | —              | 7              | 5              | —              | 10             |

### Рейтинги
| Год                 | 2009 | 2010 | 2011 | 2012 | 2013 | 2014 | 2015 | 2016 |
| ------------------- | ---- | ---- | ---- | ---- | ---- | ---- | ---- | ---- |
| Мировой рейтинг UCI | 3-й  | 4-й  | 2-й  | 3-й  | 1-й  | 2-й  | 4-й  | 3-й  |
| Мировой кубок UCI   | 2-й  | 2-й  | 3-й  | 6-й  | 2-й  | 2-й  | -    |      |
| Мировой тур UCI     |      |      |      |      |      |      |      | 8-й  |
|                     |      |      |      |      |      |      |      |      |
| Источник: UCI       |      |      |      |      |      |      |      |      |

## Награды
- Королевская медаль Его Величества за заслуги перед шведским спортом (2024)[2]